# Nadseja Skardsina
Nadseja Skardsina (belarussisch Надзея Скардзіна, russisch Надежда Валерьевна Скардино / Nadeschda Walerjewna Skardino, englisch Nadezhda Skardino; * 22. März 1985 in Leningrad, Russische SFSR, UdSSR) ist eine ehemalige belarussische Biathletin.

## Karriere
Nadseja Skardsina ist Sportlehrerin und lebt in Minsk und St. Petersburg. Sie startete für den Biathlon-Club Dinamo Minsk, wo sie von Nikolai Sacharow trainiert wurde. Sie betrieb Biathlon seit 2005, seit 2006 gehörte sie zum Nationalkader von Belarus. Skardsina gab ihr internationales Debüt bei den Junioreneuropameisterschaften 2005 in Nowosibirsk, wo ein neunter Platz in der Verfolgung ihr bestes Ergebnis wurde. Bei den Juniorenweltmeisterschaften in Kontiolahti im selben Jahr war ein 34. Platz im Einzel bestes Ergebnis. Die dritten internationalen Juniorenmeisterschaften, an der Skardsina 2005 teilnahm, waren die Weltmeisterschaften im Sommerbiathlon. In Muonio gewann sie den Titel im Massenstart, wurde Zweite in Sprint und Verfolgung sowie Vierte mit der Staffel.
Die Juniorenweltmeisterschaften 2006 in Presque Isle erbrachten keine nennenswerten Ergebnisse, besser verliefen die Junioreneuropameisterschaften des Jahres in Langdorf. Hier wurde sie Zehnte im Sprint, Sechste in der Verfolgung, Siebte im Einzel und mit der Staffel kam sie auf Platz fünf. Bei den Juniorenweltmeisterschaften im Sommerbiathlon in Ufa 2006 trat sie sowohl in der Cross-Klasse als auch auf Skirollern an. Bestes Ergebnis war der Gewinn der Bronzemedaille mit der Staffel im Crosslauf, zudem wurde sie in der Klasse Neunte im Sprint und Sechste in der Verfolgung. Bestes Ergebnis auf Skirollern war ein 13. Platz im Sprint. Bei den Biathlon-Weltmeisterschaften 2007 in Antholz wurde Skardsina erstmals bei Biathlon-Weltmeisterschaften im Seniorenbereich eingesetzt. Im Einzel kam sie auf einen für sie guten 40. Rang. Noch besser lief es bei den Europameisterschaften in Bansko, wo Skardsina Gold mit der Staffel gewann und im Einzel Sechste wurde.
In der Saison 2005/06 startete Skardsina im Biathlon-Europacup. Ihr erstes Rennen, ein Einzel in Obertilliach konnte sie gewinnen. Es folgten zumeist Platzierungen unter den besten Zehn. Seit 2006/07 startet die Belarussin im Biathlon-Weltcup. Ihr erstes Rennen war ein Einzel in Östersund, das sie als 44. beendete. In Pokljuka konnte sie im Dezember 2007 als 27. im Sprint erstmals Weltcuppunkte sammeln und wurde zudem erstmals in einer belarussischen Staffel (12.) eingesetzt.
In der Saison 2008/09 nahm Skardsina an allen Weltcup-Stationen teil und erzielte ihr bestes Resultat mit Platz 12 beim Einzelrennen in Hochfilzen. Bei den Weltmeisterschaften 2009 belegte sie Rang 32 im Einzel und verpasste mit der belarussischen Staffel als Viertplatzierte nur knapp eine Medaille. In der Saison 2009/10 gelang ihr erstmals ein Platz in den Top Ten: Im Sprintrennen von Pokljuka wurde sie Achte. Skardsina nahm an den Olympischen Winterspielen 2010 teil. Ihr bestes Resultat war der 22. Platz im Massenstart. Mit der Staffel belegte sie Rang 7. In der Saison 2010/11 konnte sie bei einem Sprint in Fort Kent als Zehnte erneut in die Top Ten laufen. Bei den Weltmeisterschaften in Chanty-Mansijsk verpasste Skardsina als Viertplatzierte im Einzelrennen nur ganz knapp ihren ersten großen internationalen Erfolg. Auf der dritten Station der Saison 2012/13 in Pokljuka belegte Nadseja Skardsina im Sprint den dritten Platz und stand damit erstmals auf dem Siegerpodest eines Weltcuprennens.
Bei den Olympischen Winterspielen 2014 in Sotschi gewann sie im Einzelrennen über 15 km die Bronzemedaille.
Nach einer Augenoperation musste Skardsina in der Vorbereitung auf die Saison 2014/15 den Anschlag beim Schießen von rechts auf links ändern, was für sie einen kompletten Neuanfang in dieser Teildisziplin bedeutet.
Im Winter 2017/18 gewann Skardsina das erste Einzelrennen des Weltcups, das Einzel über 15 km, und ging damit im nächsten Rennen auch zum ersten Mal in ihrer Karriere mit dem gelben Trikot der Gesamtweltcupführenden ins Rennen. Es war ihr erster Sieg im Weltcup. Mit einem siebten Platz beim zweiten Einzelrennen der Saison in Ruhpolding sicherte sie sich die Gesamtwertung des Einzelwettkampfes. Bei den Olympischen Winterspielen 2018 gewann sie gemeinsam mit Iryna Kryuko, Dsinara Alimbekawa und Darja Domratschawa überraschend die Goldmedaille im Staffelrennen. Nach der Saison 2017/18 beendete Skardsina im Alter von 33 Jahren ihre Karriere.

## Statistiken

### Weltcupplatzierungen
Die Tabelle zeigt alle Platzierungen (je nach Austragungsjahr einschließlich Olympische Spiele und Weltmeisterschaften).
- 1.–3. Platz: Anzahl der Podiumsplatzierungen
- Top 10: Anzahl der Platzierungen unter den ersten zehn (einschließlich Podium)
- Punkteränge: Anzahl der Platzierungen innerhalb der Punkteränge (einschließlich Podium und Top 10)
- Starts: Anzahl gelaufener Rennen in der jeweiligen Disziplin
- Staffel: inklusive Mixed- und Single-Mixed-Staffeln

| Platzierung          | Einzel | Sprint | Verfolgung | Massenstart | Staffel | Gesamt |
| -------------------- | ------ | ------ | ---------- | ----------- | ------- | ------ |
| 1. Platz             |        |        |            |             |         |        |
| 2. Platz             |        |        | 1          |             | 3       | 4      |
| 3. Platz             |        | 2      |            | 1           | 3       | 6      |
| Top 10               | 4      | 8      | 4          | 2           | 42      | 60     |
| Punkteränge          | 18     | 47     | 33         | 20          | 47      | 165    |
| Starts               | 28     | 81     | 49         | 20          | 47      | 225    |
| Stand: 22. März 2015 |        |        |            |             |         |        |

### Weltcupsiege
| Nr. | Datum         | Ort       | Disziplin |
| --- | ------------- | --------- | --------- |
| 1.  | 29. Nov. 2017 | Östersund | Einzel    |

### Olympische Winterspiele
|                                             | Einzelwettbewerbe | Einzelwettbewerbe | Einzelwettbewerbe | Einzelwettbewerbe | Staffelwettbewerbe | Staffelwettbewerbe |
| Sprint                                      | Verfolgung        | Einzel            | Massenstart       | Damenstaffel      | Mixedstaffel       |                    |
| ------------------------------------------- | ----------------- | ----------------- | ----------------- | ----------------- | ------------------ | ------------------ |
| Olympische Winterspiele 2010 \| Vancouver   | 28.               | 26.               | 28.               | 22.               | 7.                 |                    |
| Olympische Winterspiele 2014 \| Sotschi     | 17.               | 13.               | 3.                | 15                | 5.                 | –                  |
| Olympische Winterspiele 2018 \| Pyeongchang | 36.               | 14.               | 10.               | 7.                | 1.                 | 5.                 |